# Попов, Виктор Сергеевич
Ви́ктор Серге́евич Попо́в (10 декабря 1934, Бежецк — 28 июля 2008, Москва) — советский и российский хоровой дирижёр, педагог. Народный артист СССР (1989). Лауреат премии Ленинского комсомола (1980) и Государственной премии Российской Федерации (2000). 

## Биография
Виктор Попов родился 10 декабря 1934 года в Бежецке (ныне в Тверской области). Отец, Сергей Петрович Попов (1915-1934), умер, когда Виктору Попову было десять дней. Мать с ребенком на руках оказалась в тяжелом материальном положении. О матери, Александре Михайловне Поповой, Виктор Попов рассказывал: "Она была талантливым человеком. В народном творчестве существует такой вид пения − плач. Так вот, она была плакальщицей, а это уникальное явление. В нашем маленьком городе ее часто приглашали оплакивать. Видимо, ее дарование как-то передалось и мне. Я стал петь."
О своем непростом детстве Виктор Попов говорил следующее: "Моя артистическая биография началась рано, в годы войны. Мы жили в тридцати километрах от линии фронта. Вокруг была разруха, голод, а поскольку я не только пел, но и плясал, мои дарования зачастую использовались взрослыми, прямо скажем, в неблаговидных целях: я должен был отвлекать караульных, пока кто-то из взрослых добывал на продовольственном складе пропитание."
В 1945 году, в сентябре, когда Виктору Попову было десять лет, его бывшая учительница музыки из детского сада, Ольга Лобанова, услышала по радио, что набираются мальчики в хоровое училище имени А. В. Свешникова. Вспомнив про хороший голос Виктора, она сказала о наборе его матери, и мать отвезла мальчика в училище, куда его сразу приняли. Отдав мальчика в училище, которое представляло собой интернат, со временем мама перестала к нему приезжать.
В 1945—1953 годах Виктор Попов учился в Московском хоровом училище имени А. Свешникова. Первым учителем был сам А. В. Свешников. После окончания училища Попов поступил в Московскую консерваторию им. П. И. Чайковского, где учился с отличием, совмещая учебу с работой, и которую окончил в 1958 году по классу хорового дирижирования у А. Б. Хазанова.
По окончании консерватории, в 1957—1964 годах работал хормейстером в Детском хоре НИИ художественного воспитания Академии педагогических наук РСФСР, в 1964—1969 — в Ансамбле песни и пляски Московского городского Дворца пионеров (ныне Ансамбль песни и пляски имени В. С. Локтева Московского городского дворца детского (юношеского) творчества).
В 1970 году, приведя с собой небольшую группу детей из Ансамбля песни и пляски Дворца пионеров, Виктор Попов создал Большой детский хор Всесоюзного радио и Центрального телевидения СССР (ныне входит в состав Российской государственной радиовещательной компании «Голос России») и стал его художественным руководителем и главным дирижёром. Попову и его хору с самого основания очень благоволил председатель Гостелерадио Сергей Георгиевич Лапин. Одновременно Виктор Попов возглавил Хор мальчиков Московского хорового училища им. А. В. Свешникова, с 1977 года — главный дирижёр хора мальчиков, с 1983 — художественный руководитель хора.
С этими двумя коллективами подготовил множество программ, куда входили хоровые миниатюры и песни, кантаты и симфонии, оперы и оратории. Оба хора постоянно выступали с концертами в городах страны и за рубежом. Большой детский хор неоднократно участвовал и побеждал в крупнейших международных конкурсах, проходивших в Италии, Бельгии, Голландии, Венгрии, Польше и др. странах.
В 1991 году на базе училища им. А. В. Свешникова создал Академию хорового искусства и стал её ректором (до 1997 года), а также главным дирижёром и художественным руководителем хоровых коллективов Академии. Среди них выделяется Мужской хор, созданный им ещё в 1989 году. Выступления хоров Академии включают исполнение шедевров духовной и светской музыки: Месса h-moll И. С. Баха, «Девятая симфония» и «Missa solemnis» Л. ван Бетховена, «Реквием» Моцарта, «Gloria» А. Вивальди, «Harmonie-Messe» Й. Гайдна, «Stabat Mater» Ф. Шуберта, «Реквием» Дж. Верди, «Детство Христа» Г. Берлиоза, «Литургия св. Иоанна Златоуста», кантата «Москва» и увертюра «1812-й год» П. И. Чайковского, «Иоанн Дамаскин» С. И. Танеева, кантата «Весна» С. В. Рахманинова, «Литургия св. Иоанна Златоуста» В. Г. Кикты и многие другие произведения.
За полвека работы с хоровыми коллективами В. С. Поповым на радио записано более 2000 различных произведений, большое количество специальных телевизионных программ, выпущено множество грампластинок, аудиокассет и компакт-дисков как в нашей стране, так и за рубежом — в ФРГ, Японии, Франции.
С 1955 года вёл педагогическую деятельность в детской музыкальной школе. Один из организаторов и преподаватель музыкально-педагогического факультета Московского городского педагогического института им. В. П. Потёмкина (1959—1960). В 1960—1975 годах преподавал в Музыкально-педагогическом институте имени Гнесиных (ныне Российская академия музыки имени Гнесиных), в течение четырёх лет был деканом сразу трех факультетов: дирижёрско-хорового, историко-теоретико-композиторского и народных инструментов. В 1974—1975 годах был заведующим кафедры хорового дирижирования. В 1980—1993 годах вёл класс хорового дирижирования в Московской консерватории им. П. И. Чайковского (профессор с 1990 года).
Автор многочисленных учебников и учебных пособий. Им сделаны и опубликованы более 200 обработок для различных составов хоров, написано множество статей и опубликована книга «Русская народная песня в детском хоре».
Умер 28 июля 2008 года на 74-м году жизни в Москве, в Боткинской больнице, из-за болезни сердца. Похоронен 30 июля 2008 года на Ваганьковском кладбище (участок №48).

### Семья
- Отец — Попов Сергей Петрович (1915—1934)
- Мать — Попова Александра Михайловна (1915—1948)
- Жена — Шалимова Изабелла Павловна (1929—2017)
- Сыновья — Павел (род. 1964), работает в Бельгии; Александр (род. 1970), работает во Внешэкономбанке[5]

## Звания и награды
- Заслуженный артист РСФСР (1977)
- Народный артист РСФСР (1983)
- Народный артист СССР (1989)
- Премия Ленинского комсомола (1980) — за высокое исполнительское мастерство
- Государственная премия Российской Федерации в области литературы и искусства (2000) — за произведения для детей и юношества
- Орден «За заслуги перед Отечеством» IV степени (7 апреля 2005 года) — за большой вклад в развитие музыкального искусства и многолетнюю творческую деятельность[7]
- Орден Дружбы народов (7 июня 1994 года) — за большие заслуги в области музыкального искусства и плодотворную педагогическую деятельность[8]
- Командор ордена искусств и литературы (1994, Франция)
- Орден святого благоверного князя Даниила Московского (РПЦ, 2006)[9]
- Премия Мэрии Москвы в области литературы и искусства (1996)[5]
- Премия «Триумф» (2004)
- Действительный член Международной академии информатизации[5].

## Участие в фильмах
- 1984 — Страницы жизни Александры Пахмутовой (документальный) — дирижёр Большого Детского Хора ВР и ТВ

## Память
Именем В. Попова названы созданные им Большой детский хор Всесоюзного радио и Центрального телевидения СССР и Академия хорового искусства.